# Taça de Cabo Verde
A Taça de Cabo Verde é o principal torneio eliminatório do futebol masculino de Cabo Verde.
O primeira temporada jogarando em 1982, o segundo temporada jogarando em 2007, em 2010, Boavista é o único clube que venceu dois títulos de taças. Não temporadas jogarando após 2013 até 2017, o 6a temporada jogarando em 2018 e Sporting da Praia venceu o único título. Recentamente, o 7a temporada jogarando em 2019 e UD Santo Crucifixo, baseado em ilha de Santo Antão venceu o único título.

## Venceadores
| Temporada | Venceador                                              | Golos                                                  | Segundo                               |
| --------- | ------------------------------------------------------ | ------------------------------------------------------ | ------------------------------------- |
| 1982      | CS Mindelense (São Vicente)                            |                                                        | SC Morabeza (Brava)                   |
| 2007      | Académica da Praia (Santiago)                          | 3-1                                                    | Académica do Sal                      |
| 2008      | Não disputado'                                         | Não disputado'                                         | Não disputado'                        |
| 2009      | Boavista da Praia (Santiago)                           | 1-0                                                    | Académico do Aeroporto                |
| 2010      | Boavista da Praia (Santiago) (Campeão na rodada final) | Boavista da Praia (Santiago) (Campeão na rodada final) | Botafogo FC (Fogo)                    |
| 2011      | Não disputado                                          | Não disputado                                          | Não disputado                         |
| 2012      | Onze Unidos (Maio)                                     | 2-1 (aet)                                              | Académica do Porto Novo (Santo Antão) |
| 2013-2017 | Não disputado                                          | Não disputado                                          | Não disputado                         |
| 2018      | Sporting Clube da Praia (Santiago)                     | 2-1                                                    | SC Santa Maria (Sal)                  |
| 2019      | UD Santo Crucifixo (Santo Antão)                       | 3-2                                                    | Grupo Desportivo Palmeira (Sal)       |
| 2020-2021 | Não disputado                                          | Não disputado                                          | Não disputado                         |
| 2022      | ASC Figueirense (Figueira da Horta)                    | 1-5                                                    | CD Travadores (Praia)                 |
| 2023      | AA Mindelo (São Vicente)                               | 1-0                                                    | Barreirense FC (Ilha do Maio)         |
| 2024      | CS Mindelense (São Vicente)                            | 2-1                                                    | GD Palmeira (Santa Maria)             |
| 2025      | GD Palmeira (Santa Maria)                              | 1-0                                                    | Sal Rei (Ilha da B. Vista)            |

### Performance por clube
| Clube                           | Vencedores | Ano(s) de vencedor |
| ------------------------------- | ---------- | ------------------ |
| Académica da Praia              | 1          | 2007               |
| Boavista Futebol Clube da Praia | 2          | 2009, 2010         |
| CS Mindelense                   | 2          | 1982, 2024         |
| CD Onze Unidos                  | 1          | 2012               |
| UD Santo Crucifixo              | 1          | 2019               |
| Sporting Clube da Praia         | 1          | 2018               |
| CD Travadores                   | 1          | 2022               |
| AA Mindelo                      | 1          | 2023               |
| GD Palmeira                     | 1          | 2025               |

#### Título por Ilhas
| Ilha        | Total |
| ----------- | ----- |
| Maio        | 1     |
| Santiago    | 4     |
| Santo Antão | 1     |
| São Vicente | 1     |
| Total       | 7     |